# リンカーン・MKC
MKC（マーク・シー）はフォードが製造、リンカーンブランドで販売していたクロスオーバーSUVである。

## 概要
2013年1月、北米国際オートショーにてMKCコンセプトとして出展された。市販モデルは11月13日に概要が発表され、同月のロサンゼルスオートショーにて世界初公開。2014年6月夏からデリバリーが開始された。生産はアメリカ合衆国ケンタッキー州のルイビル組立工場にて行われる。
MKCはリンカーン最小の車種であり、フォード・クーガ/エスケープと同じグローバルCプラットフォームをベースに開発された。スタイリングは2012年のMKZに続いてリンカーンの新しいデザインDNAに基いている。
エンジンは直列4気筒 2.0L（最高出力240hp、最大トルク270lb-ft）および直列4気筒 2.3L（最高出力285hp、最大トルク305lb-ft）の2種類の「エコブースト」が用意される。いずれも「セレクトシフト」6速ATと組み合わせられる。駆動方式はFWDとAWDの2種類。
2019年に生産終了した。後継モデルはリンカーン・コルセアとなる。

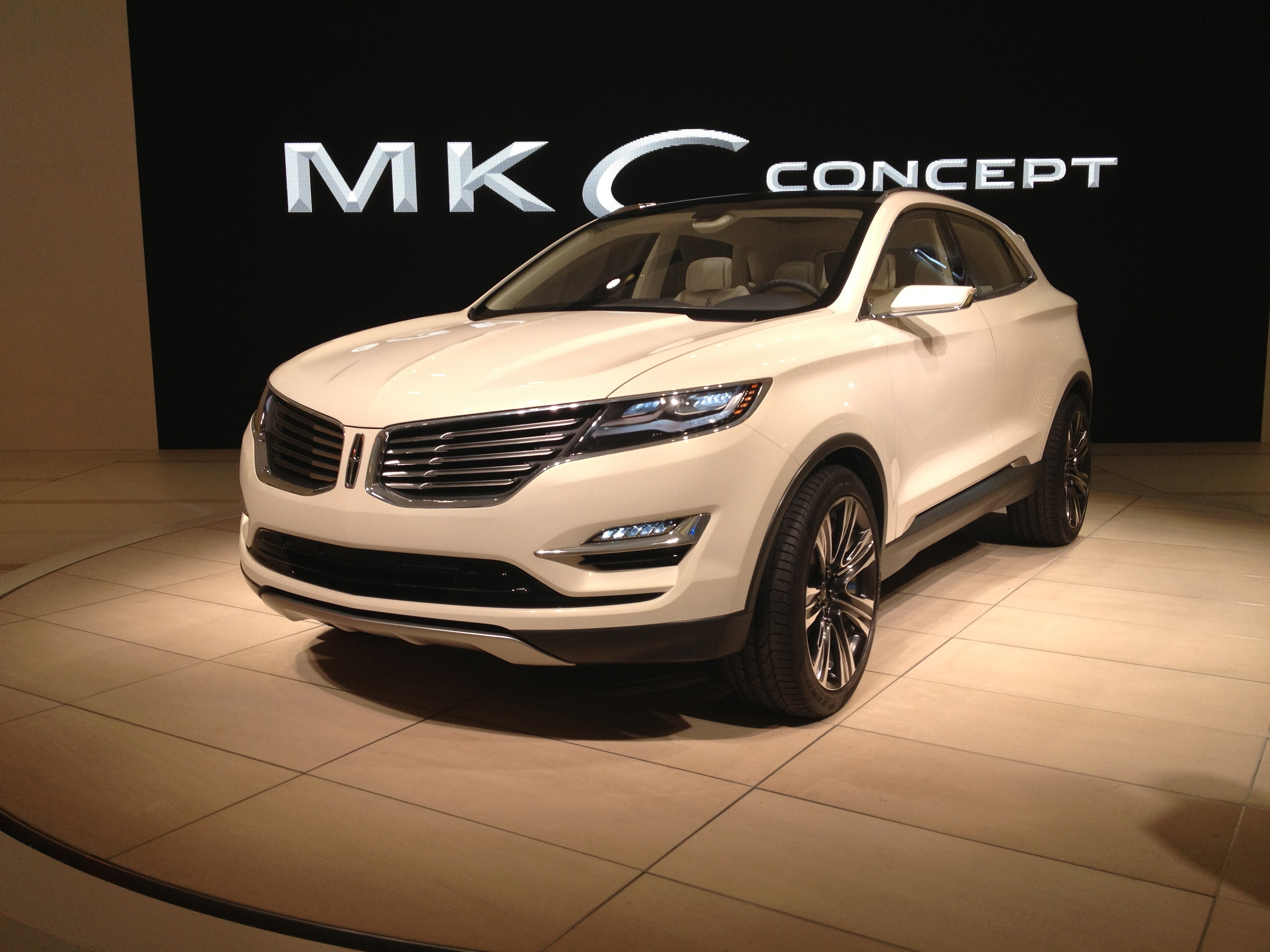
MKCコンセプト（フロント）
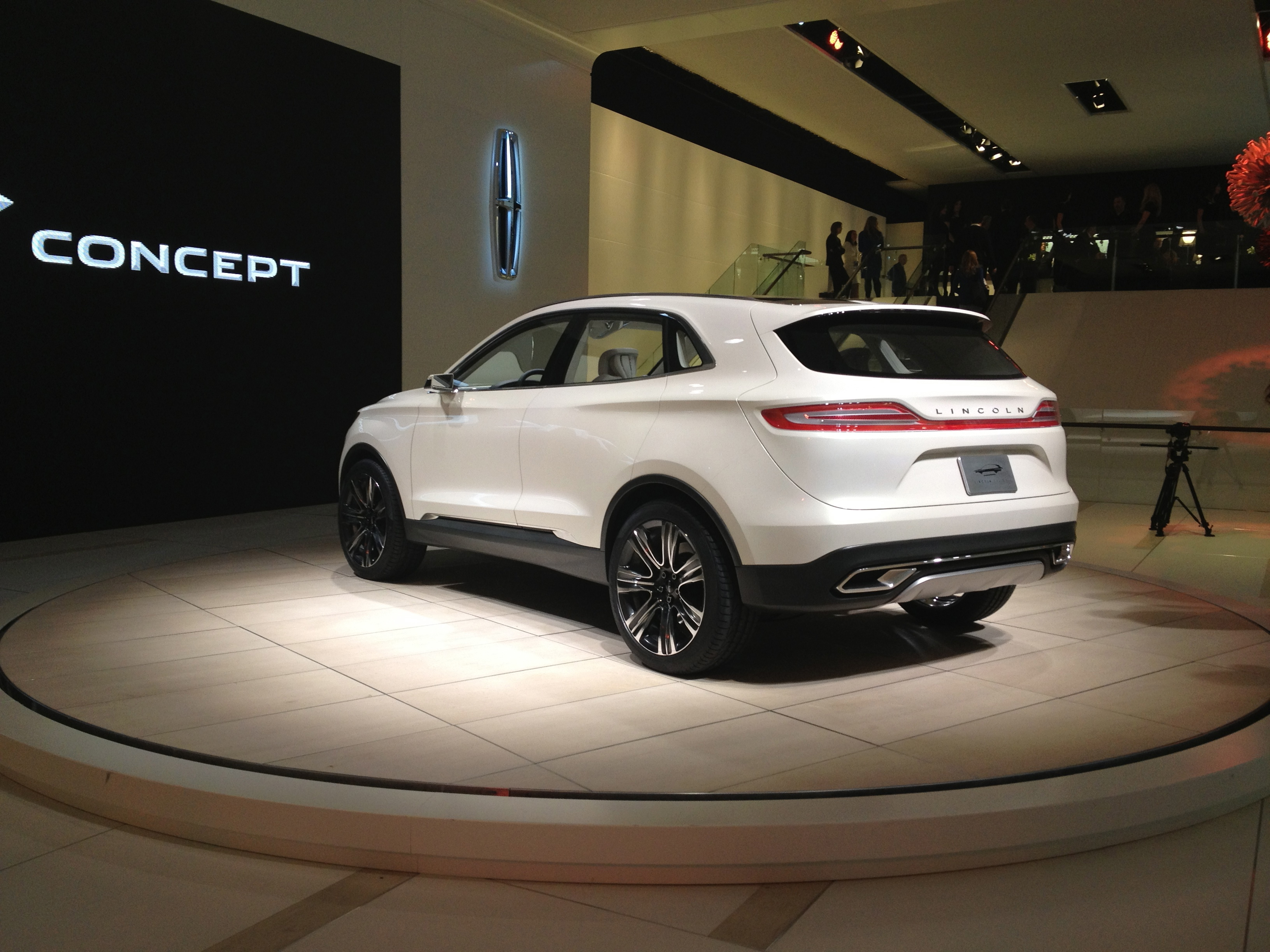
MKCコンセプト（リア）
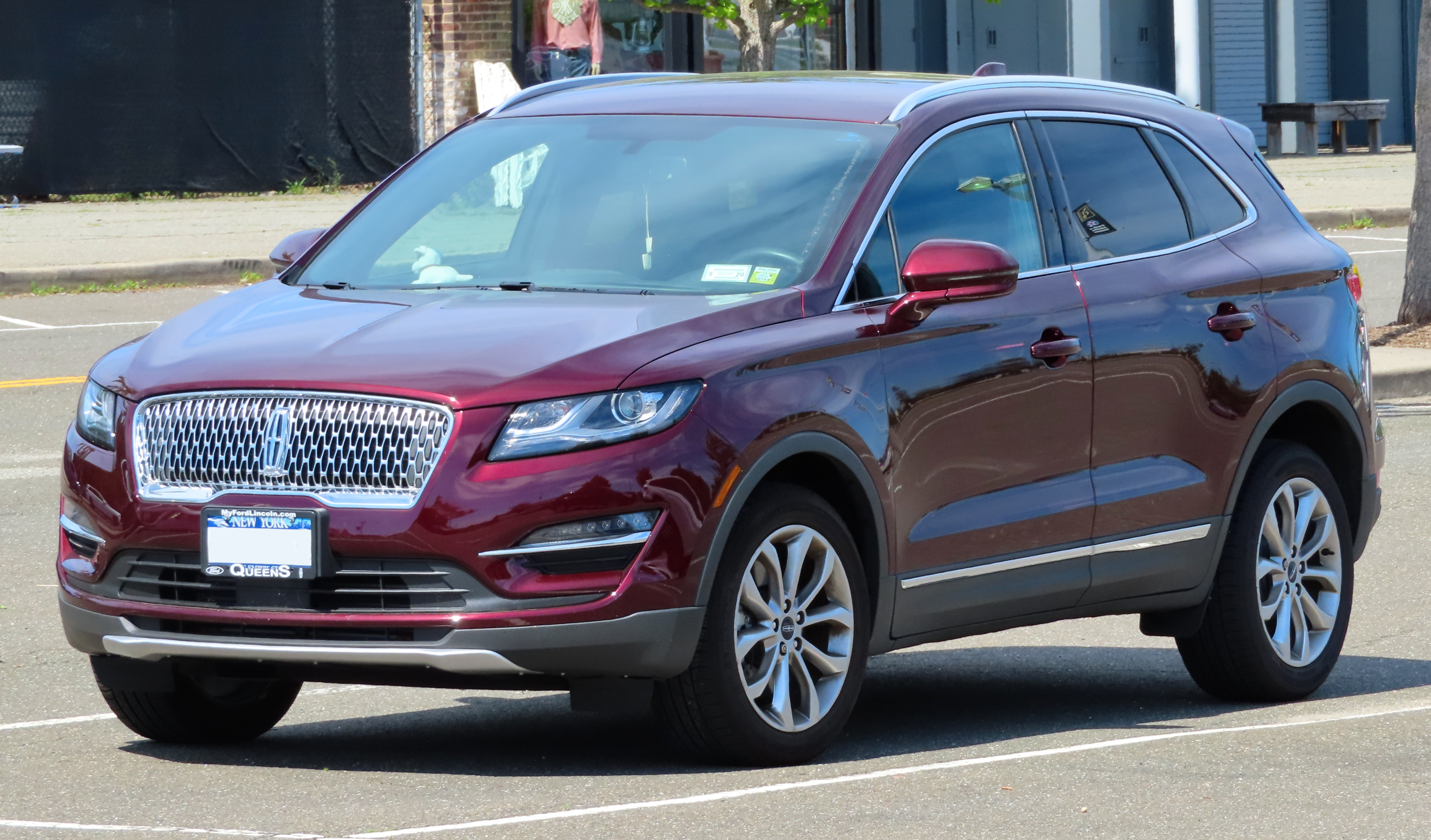
MKC 2019年モデル